# تام براندون (بازیکن فوتبال، زاده ۱۸۹۳)
تام براندون (انگلیسی: Tom Brandon؛ 25 May 1893 – ۱۹۵۶ (۶۲−۶۳ سال)) بازیکن فوتبال بود.